# Bjarne Solbakken
Pour les articles homonymes, voir Solbakken.
Bjarne Solbakken, né le 18 mai 1977 à Ålesund (Norvège), est un skieur alpin norvégien.
Il débute en Coupe du monde en janvier 1998. Il obtient quatre podiums lors de la saison 2003-2004 dont une victoire au super G de Vail.
Il arrête sa carrière sportive en 2008.

## Palmarès

### Jeux olympiques
| Épreuve / Édition      | Descente | Super G | Géant |
| JO 2002 Salt Lake City | 12e      | 5e      | 6e    |
| JO 2006 Turin          | 29e      | 26e     | 20e   |

### Championnats du monde
| Épreuve / Édition       | Descente | Super G | Géant   | Combiné |
| Mondiaux 2001 St-Anton  | -        | 10e     | Abandon | -       |
| Mondiaux 2003 St-Moritz | 17e      | 19e     | -       | 19e     |
| Mondiaux 2005 Bormio    | 26e      | 18e     | 11e     | 13e     |
| Mondiaux 2007 Åre       | 29e      | 19e     | Abandon | -       |

### Coupe du monde
- Meilleur classement général : 11e en 2004.
- 4 podiums dont 1 victoire (1 en super G).

#### Victoires saison par saison
- Coupe du monde 2004 :
  - Super-G : 1 victoire (Vail (États-Unis)).